# Ringwall Walleshausen

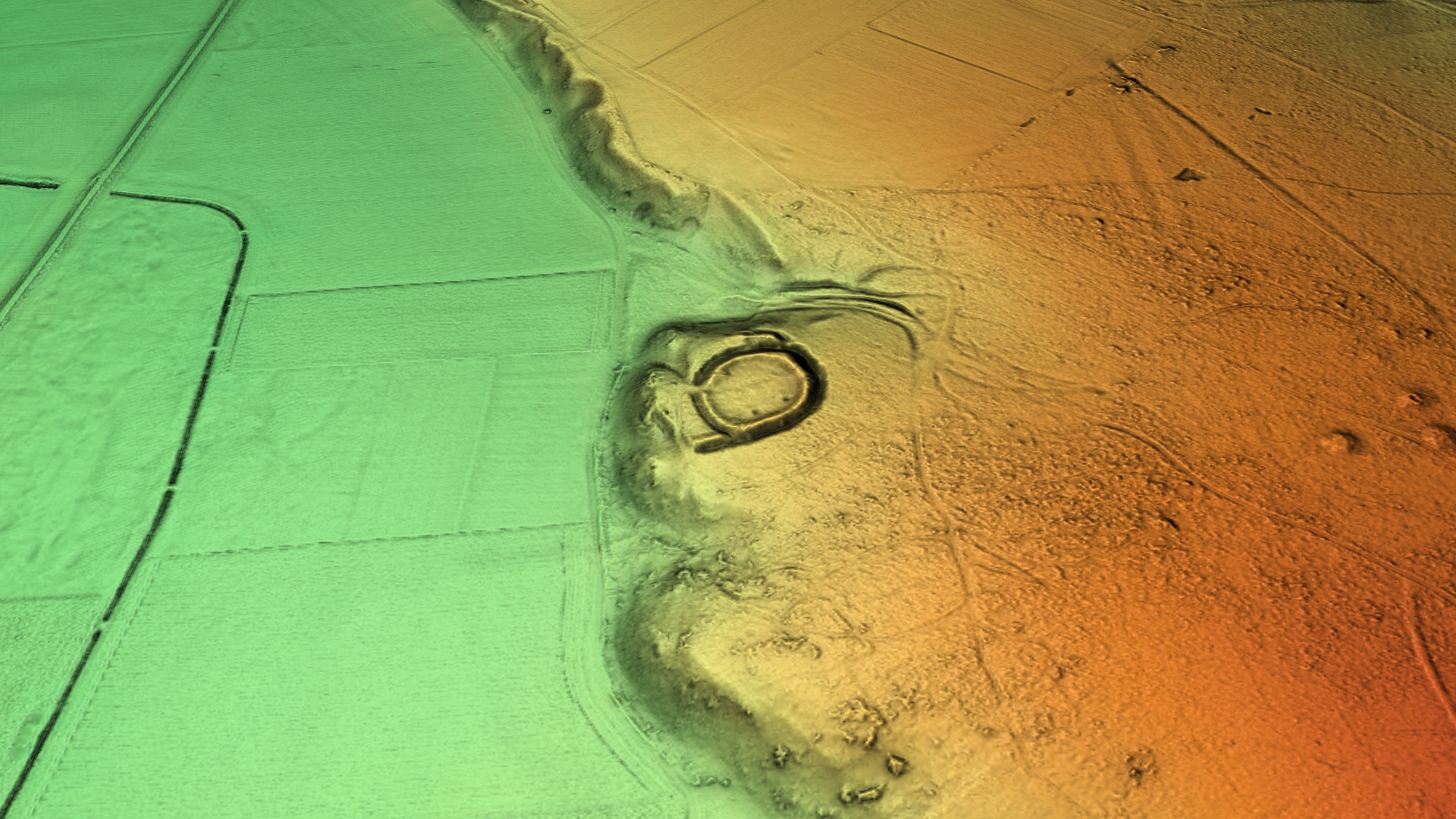
3D-Ansicht des digitalen Geländemodells

Der frühmittelalterliche Ringwall Walleshausen liegt etwa 700 Meter nördlich der hochmittelalterlichen Turmhügelburg von Walleshausen (Gemeinde Geltendorf) im Landkreis Landsberg am Lech (Oberbayern) auf einer bewaldeten Anhöhe. Das gut erhaltene Bodendenkmal könnte auf eine der zahlreichen ungarnzeitlichen Schutzburgen dieses Gebietes zurückgehen.

## Geschichte

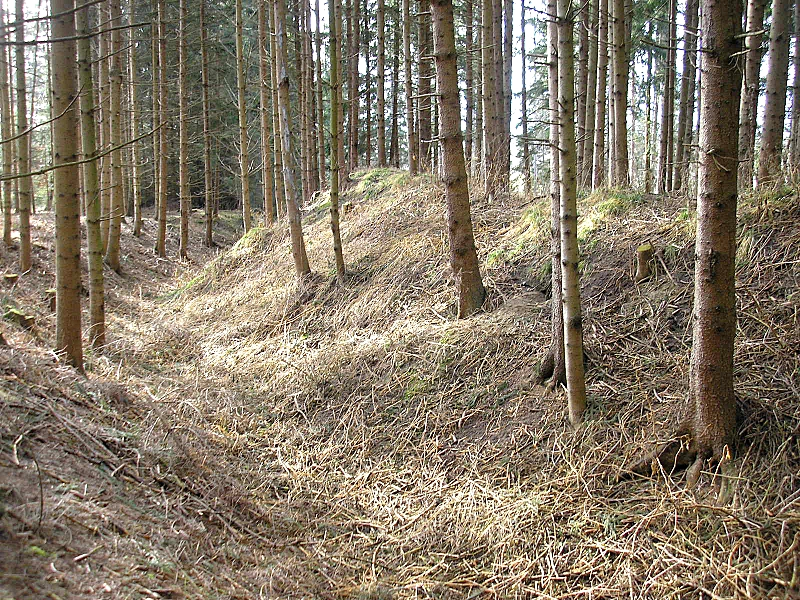
Das Hauptwerk nach Süden (Wallhöhe etwa vier Meter)

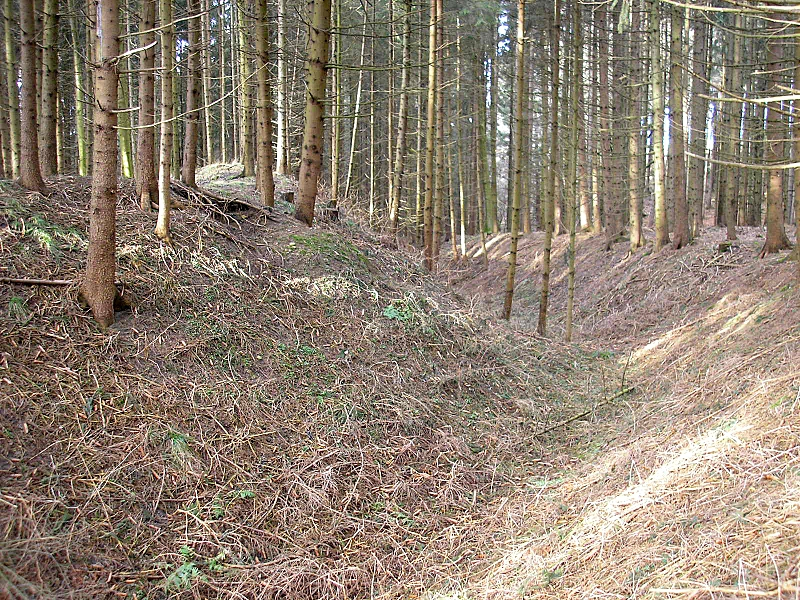
Gegenblick nach Norden

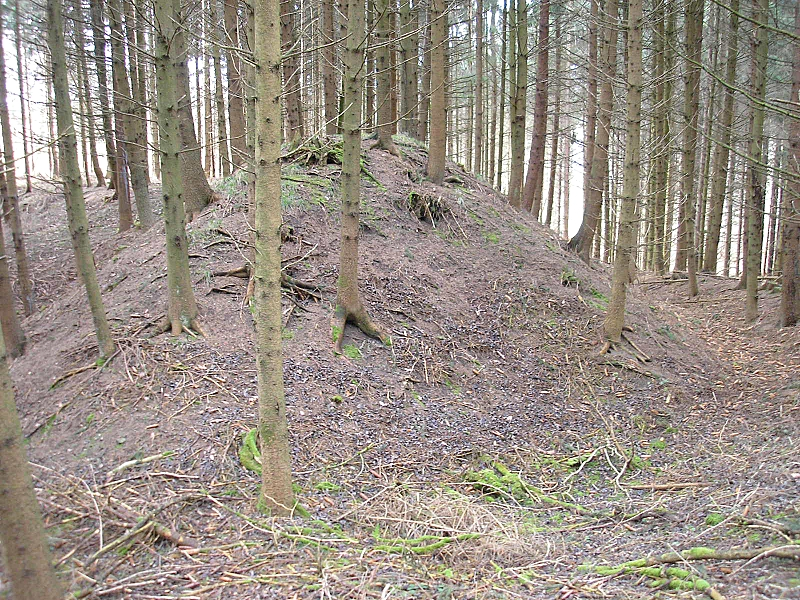
Der kurze Abschnittswall des nördlichen Vorwerkes

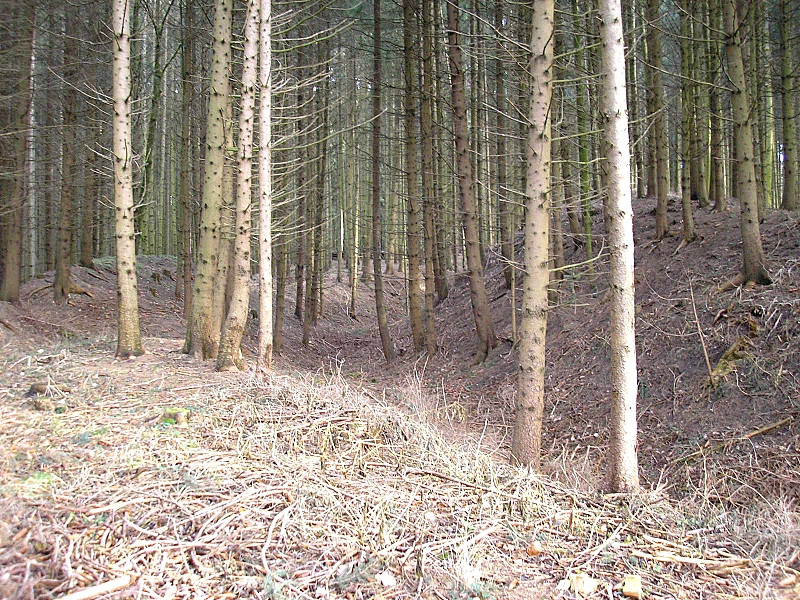
Das schmale nördliche Vorwerk mit dem Ringgraben und dem Hauptburgwall (rechts)

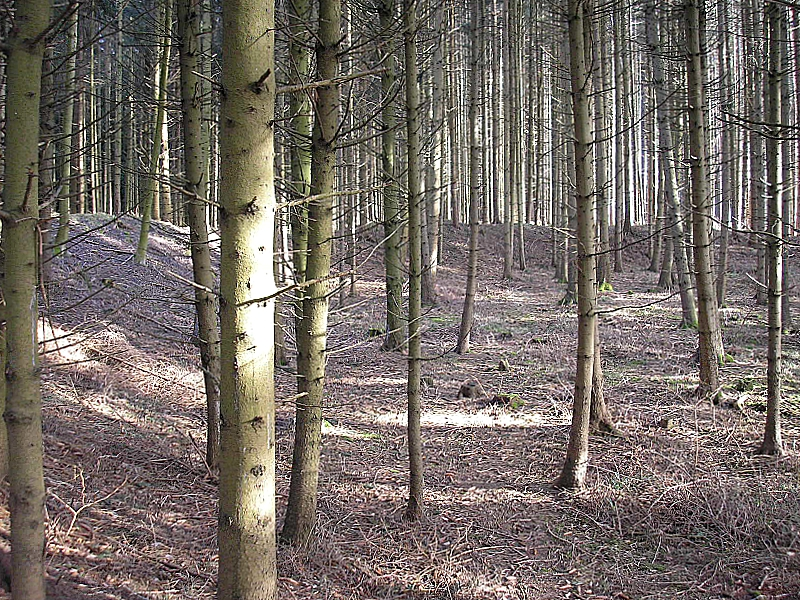
Der Innenraum des Hauptwerkes (Nordteil)

Die relativ kleine Wehranlage auf dem „Bockberg“ über dem Paartal entspricht in ihrer guten Erhaltung und zweiteiligen Anlage vergleichbaren frühmittelalterlichen Befestigungen im näheren Umkreis. Wie bei den meisten derartigen Denkmälern fehlen jegliche urkundlichen und sonstigen Hinweise zur genauen Zeitstellung und Zweckbestimmung dieser Anlagen.
Typologisch könnte man den Ringwall den kleineren Ungarnschutzburgen der ersten Hälfte des 10. Jahrhunderts zuordnen. Solche Wallanlagen entstanden oft durch den Ausbau älterer Siedlungsplätze oder Schutzburgen. Ca. 250 Meter nordöstlich der Befestigungsanlage ist ein Teilstück der römischen Straßenverbindung Augsburg-Brenner nachgewiesen (Denkmalnummer D 1-7831-0100). Nur wenig weiter südlich ist eine Grabhügelgruppe der Hallstattzeit im „Obereglinger Holz“ zu erkennen (Denkmalnummer D 1-7831-0021).
Im Bereich des Kampfgebietes der Schlacht auf dem Lechfeld finden sich besonders auf der östlichen Lechseite auffallend viele derartige Abschnittsbefestigungen oder Ringwälle. Nach Widukind von Corvey sollen die flüchtenden Ungarn nach der Schlacht von diesen Burgplätzen aus verfolgt und aufgerieben worden sein.
Vor und während der Ungarnstürme wurde das ostfränkische Reich von zahlreichen, teilweise äußerst gewalttätigen Adelsfehden destabilisiert. Diese politischen Unruhen ermöglichten sowohl den Ungarn als auch den Normannen erfolgversprechende Übergriffe auf das ostfränkische Territorium. Die Wallburg könnte in ihrer letzten Ausbaustufe also auch bereits in der Zeit vor den Ungarnkriegen entstanden sein.
Der Ringwall wäre eine der kleinsten Ungarnschutzburgen im Augsburger Umland. Die Konzeption der Wehranlage erinnert an den größeren Burgstall Burgadelzhausen, dessen Vorburg ebenfalls eher als Torsicherung zu interpretieren sein dürfte.

## Beschreibung
Der Burgplatz liegt nur etwa 15 Meter über dem Tal auf einem, nach Westen ausspringenden Geländesporn. Die Wallanlagen wurden auf dem nördlichen Teil dieses Sporns angelegt. Hier im Norden wird der Übergang zur Hochfläche durch einen kurzen, bis zu vier Meter hohen Abschnittswall mit vorgelegtem Graben gesichert, der nach etwa 20 Metern in den Steilhang übergeht.
Der eigentliche, in etwa kreisrunde Ringwall (ca. 70 × 70 Meter) ist von der westlichen Hangkante etwa 20 Meter zurückgesetzt. Im Norden bilden der vorgelagerte Abschnittswall und die Hangkante ein schmales Vorwerk, das nur als Torsicherung angelegt worden zu sein scheint. Gegen Westen erweitert sich dieses Vorwerk zu einem kleinen Plateau, das im Süden durch einen Abschnittswall in der Art des Hauptwalles bewehrt wurde.
Gegen den Innenraum überhöht die Wallkrone des Hauptwerkes das Gelände um durchschnittlich zwei Meter. Der umlaufende Ringgraben ist nochmals etwa zwei Meter tief. Im Nordosten beträgt die äußere Wallhöhe im Bereich eines anzunehmenden Außentores bis zu sechs Meter.
Gegen die westliche Vorburg ist der Hauptwall nur noch ungefähr zwei Meter hoch erhalten. Eine Erdbrücke ermöglicht den Zugang zum Kernwerk durch eine Walllücke. Links neben diesem möglicherweise modernen Eingang deuten Geländespuren auf eine kleine frühmittelalterliche Toranlage. Die ungefähr sechs Meter lange Torgasse dürfte nur 1,5 bis zwei Meter breit gewesen sein.
Das Bayerische Landesamt für Denkmalpflege verzeichnet das Bodendenkmal als Ringwall vor- und frühgeschichtlicher Zeitstellung unter der Denkmalnummer D 1-7831-0022.